# Клептопластия

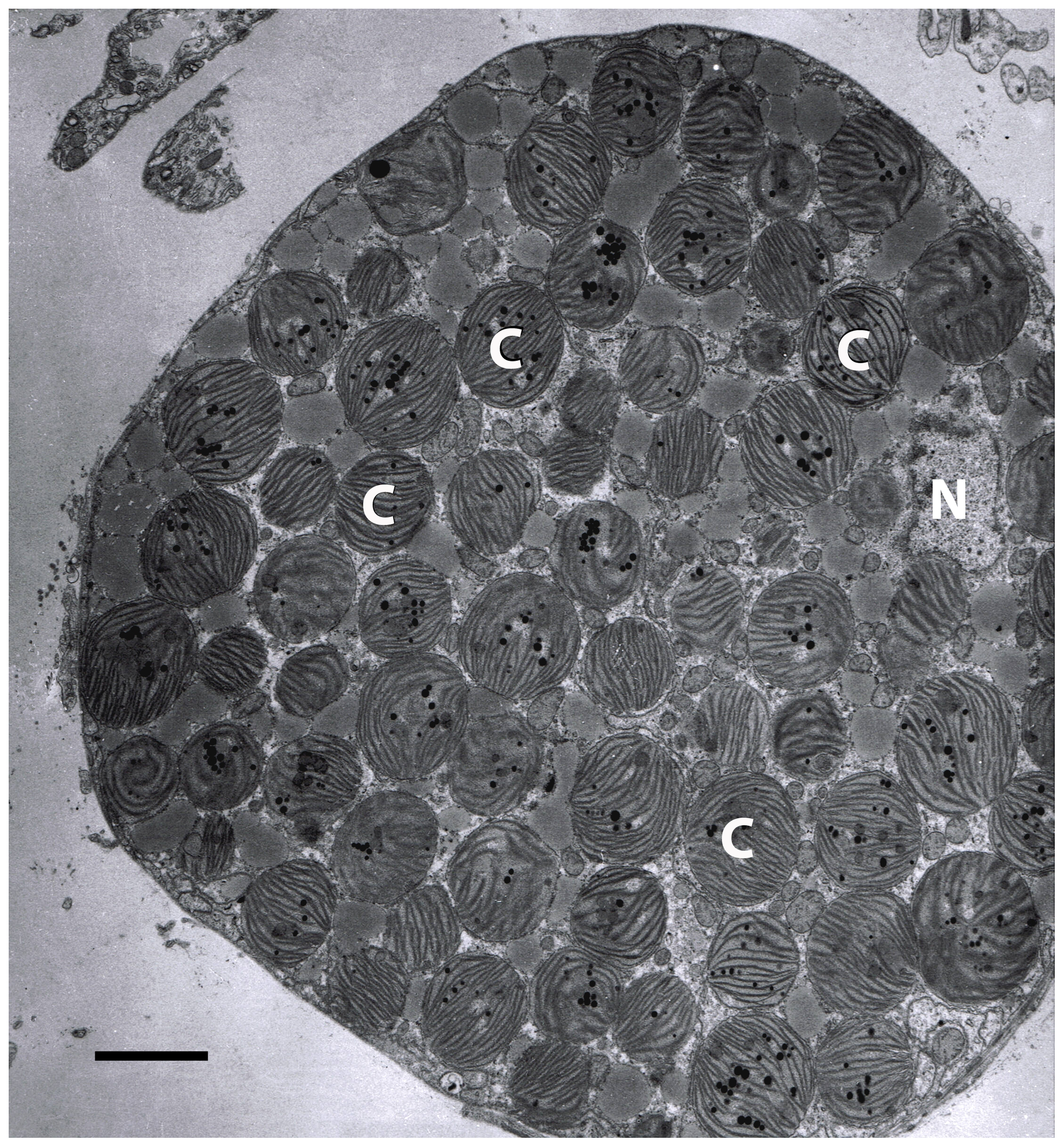
Электронная микрофотография клетки из пищеварительного тракта моллюска Elysia clarki, плотно заполненной поглощёнными хлоропластами. С — хлоропласты, N — ядро.

Клептопласти́я — явление накопления хлоропластов водорослей в тканях организма, питающегося ими. Водоросли, за исключением хлоропластов, при этом перевариваются, но хлоропласты какое-то время фотосинтезируют, и продукты фотосинтеза используются хозяином. Термин был предложен в 1990 году. Хлоропласты, которые поглощаются организмами и временно используются для фотосинтеза ( миксотрофия) или могут быть переварены позднее, когда пищи становится мало. В отличие от пластид зеленых водорослей и высших растений, которые приобрели свои пластиды путем эндосимбиоза, они не передаются потомству. Продолжительность жизни клептопластидов обычно составляет всего несколько дней, после чего они заменяются. 

## Примеры

### Динофлагелляты
Стабильность передаваемых хлоропластов (клептопластидов) варьирует у различных видов водорослей. У динофлагеллят Gymnodinium и Pfisteria piscicida клептопластиды сохраняют фотосинтетическую активность лишь на протяжении нескольких дней, а клептопластиды Dinophysis могут сохранять фотосинтетическую функцию на протяжении 2 месяцев. У некоторых динофлагеллят клептопластия рассматривается как механизм, демонстрирующий функциональную гибкость хлоропластов или как начальный эволюционный этап в процессе непрерывного образования новых хлоропластов.

### Инфузории

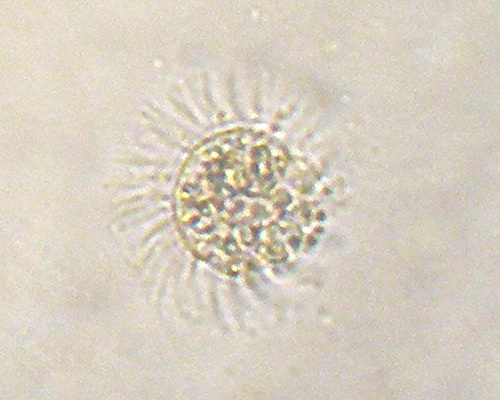
Myrionecta rubra

Myrionecta rubra — инфузория, накапливающая хлоропласты криптофитовой водоросли Geminigera cryophila. M. rubra участвует в дополнительном эндосимбиозе, передавая свои клептопластиды своим хищникам, планктону динофлагелляты, принадлежащим к роду Dinophysis. Таким образом, сначала инфузория M. rubra высасывает пластиды из водоросли, затем их высасывает из инфузории динофлагеллята Dinophysis.

### Фораминиферы
У некоторых видов фораминифер родов Bulimina, Elphidium, Haynesina, Nonion, Nonionella, Nonionellina, Reophax и Stainforthia было показано накопление хлоропластов диатомовых водорослей.

### Мешкоязычные

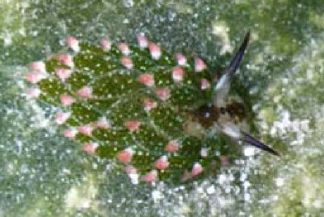
Costasiella kuroshimae — морской слизень, который использует клептопластию для создания сложных узоров на своём теле.

Единственными животными, у которых известно явление клептопластии, являются брюхоногие моллюски группы мешкоязычные (Sacoglossa). Несколько видов мешкоязычных способны захватывать хлоропласты неповреждёнными и функциональными из различных водорослей, которыми они питаются. Захват хлоропластов осуществляют специальные клетки в слепых выпячиваниях пищеварительного тракта — дивертикулах. Первым моллюском, у которого был описан горизонтальный перенос пластид, является вид Elysia chlorotica, захватывающий пластиды водоросли Vaucheria litorea. Накапливать хлоропласты моллюски начинают в молодом возрасте из водорослей, которыми они питаются, и переваривая всё, кроме хлоропластов. Хлоропласты захватываются путём фагоцитоза специальными клетками, заполняющими сильно ветвящиеся пищеварительные трубки, снабжающие хозяина продуктами фотосинтеза. Такая необычная особенность мешкоязычных позволила назвать их «фотосинтезирующими моллюсками». 
Некоторые голожаберные брюхоногие, например, Pteraeolidia ianthina состоят в симбиотических отношениях с зооксантеллами, обитающими в дивертикулах пищеварительного тракта моллюсков, так что их тоже можно назвать «фотосинтезирующими моллюсками».